# Reprezentacja Belgii w koszykówce mężczyzn
Reprezentacja Belgii w koszykówce mężczyzn – drużyna, która reprezentuje Belgię w koszykówce mężczyzn. Za jej funkcjonowanie odpowiedzialny jest Belgijski Związek Koszykówki (KBBB). Trzynastokrotnie brała udział w Mistrzostwach Europy – 1935, 1946, 1947, 1951, 1953, 1957, 1959, 1961, 1963, 1967, 1977, 1979, i 1993. Jej najlepszym osiągnięciem w tych zawodach było zajęcie 4 miejsca w 1947 roku. Wystąpiła również trzykrotnie na Igrzyskach Olimpijskich.

## Udział w imprezach międzynarodowych
- Igrzyska Olimpijskie
  - 1936 – 19. miejsce
  - 1948 – 11. miejsce
  - 1952 – 18. miejsce

- Mistrzostwa Europy
  - 1935 – 6. miejsce
  - 1946 – 7. miejsce
  - 1947 – 4. miejsce
  - 1951 – 7. miejsce
  - 1953 – 10. miejsce
  - 1957 – 12. miejsce
  - 1959 – 7. miejsce
  - 1961 – 8. miejsce
  - 1963 – 8. miejsce
  - 1967 – 15. miejsce
  - 1977 – 8. miejsce
  - 1979 – 12. miejsce
  - 1993 – 12. miejsce
  - 2013 - 9. miejsce